# Michel Ganglianos
Michel Ganglianos est un stratège du thème de Sicile attesté en 799 par les Annales royales franques. 

## Biographie
Michel Ganglianos est un eunuque et un fidèle d'Irène. Il succède à Nicétas. Il est probable qu'il ait déjà agi en tant que représentant de l'Empire byzantin auprès des Francs en 798 lorsqu'il ramène Sisinnios, le frère du patriarche Taraise, capturé à la fin des années 780. Il occupe le rang de patrice et de préposite. Cette dernière fonction reste ambiguë dans l'ordre hiérarchique des dignités byzantines.
Il semble aussi que Michel ait occupé le poste de stratège du thème des Arméniaques (les annales franques parlent de la Phrygie) entre 797 et 799. À la tête de la Sicile, il a probablement organisé la défense de l'île pour parer à une éventuelle attaque de Charlemagne. En effet, à la fin du VIIIe siècle, les tensions entre les deux empires sont importantes et le stratège de Sicile (probablement Michel) demande à Kairouan de lui fournir des produits stratégiques.